# Adaora Lily Ulasi

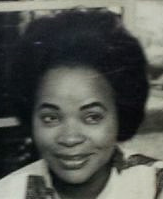
Adaora Lily Ulasi

Adaora Lily Ulasi (sinh năm 1932) là một nhà báo và tiểu thuyết gia người Nigeria. Là một nhà báo, cô đã làm việc cho BBC và Đài tiếng nói Hoa Kỳ. Là một tiểu thuyết gia, cô đã viết tiểu thuyết trinh thám bằng tiếng Anh, sau đó được "chuyển thể thể loại phim kinh dị tội phạm sang bối cảnh Igbo hoặc Yoruba ".

## Tiểu sử
Sinh ra ở Aba, miền Đông Nigeria, con gái của một thủ lĩnh Igbo, cô theo học trường truyền giáo địa phương, nhưng năm 15 tuổi được gửi sang Mỹ du học. Sau khi tốt nghiệp trung học, cô đến học tại Đại học Pepperdine và Đại học Nam California, lấy bằng cử nhân báo chí vào năm 1954. Cô bổ sung thu nhập của mình bằng cách viết chuyên mục báo chí thỉnh thoảng, làm bảo mẫu và tham gia thêm vai trò của một bộ phim, ví dụ, trong bộ phim White Witch Doctor năm 1953 có sự tham gia của Susan Hayward và Robert Mitchum.
Trong những năm 1960, cô là biên tập viên trang phụ nữ của Daily Times of Nigeria. Sau đó, cô kết hôn với Deryk James và có ba đứa con Heather, Angela và Martin. Sau khi ly hôn năm 1972, cô sang Nigeria làm biên tập viên của tạp chí Woman's World, và năm 1976 trở về Anh. Cuốn tiểu thuyết đầu tiên của cô, Many Thing You No Under Hiểu (1970), "gây tranh cãi (lần đầu tiên) đã sử dụng tiếng Anh pidgin để kịch tính hóa sự tương tác giữa các sĩ quan thực dân và người dân địa phương trong thời kỳ tiền độc lập, cũng như các tác phẩm tiếp theo của cô, Many Thing Begin For Change (1971), Who is Jonah? (1978) và The Man from Sagamu (1978). Ngược lại, The Night Harry Died (1974) lấy bối cảnh ở miền Nam nước Mỹ. "  Ulasi làm việc tại Tổ hợp Thời đại ở Lagos, Nigeria. 

## Tác phẩm trích dẫn
- Nhiều điều bạn không hiểu - London: Michael Joseph, 1970; Fontana, 1973
- Nhiều điều bắt đầu cho sự thay đổi - Luân Đôn: Michael Joseph, 1971; Fontana, 1975
- Đêm Harry chết - Lagos: Viện nghiên cứu Nigeria, 1974
- Giô-na là ai? - Ibadan: Báo chí Onibonoje, 1978
- Người đàn ông đến từ Sagamu - Luân Đôn: Collins / Fontana, 1978; New York: Collier Macmillan, 1978